# Sankt Thomasklooster

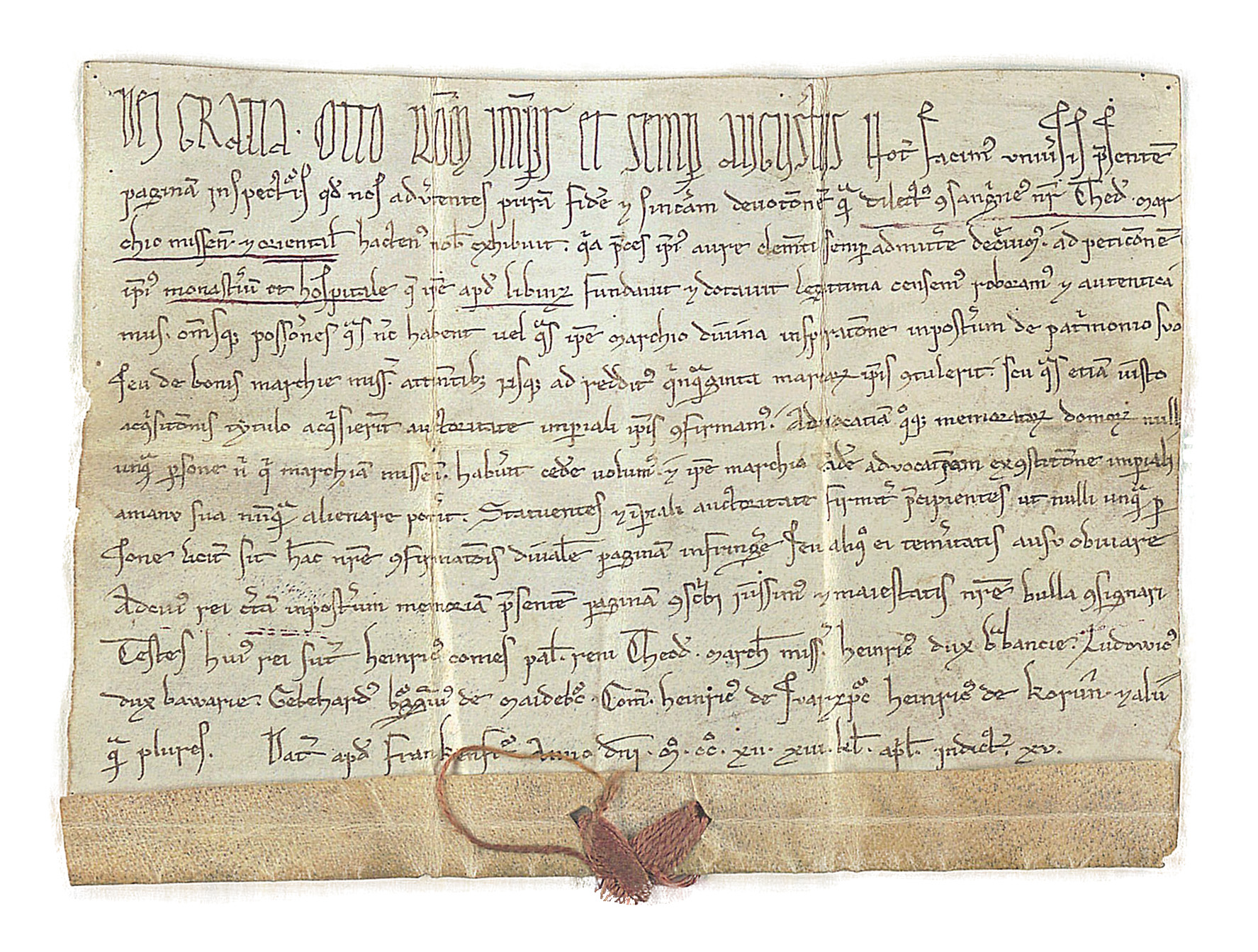
Stichtingsakte van St. Thomas van Rijksdag van Frankfort van 20 maart 1212, voorzien van het zegel van keizer Otto IV

Het Sankt Thomasklooster (Duits: Kloster St. Thomas), genoemd naar de apostel Thomas, was het op een na oudste klooster in de Duitse stad Leipzig en heeft nog altijd invloed door de traditie van Thomanerchor, Thomasschule en Thomaskirche.

## Geschiedenis
Het klooster behoorde tot de Orde der Augustijnen en werd in 1212 door markgraaf Diederik van Meißen gesticht. De Thomaskirche fungeerde daarvoor al als marktkerk. Latere Thomaskerken werden door het klooster in een abdijkerk veranderd. Ook de Nikolaikirche, het Sankt Georg-gasthuis te Leipzig en ander onroerend goed werden aan het klooster overgedragen. De troubadour Heinrich von Morungen, die – naar de overlevering zegt – een relikwie van de heilige Thomas meegebracht heeft, deed in die tijd intrede in het klooster. Toen de burgers van Leipzig tegen de onteigeningen in opstand kwamen, zag Diederik zich gedwongen de stad in 1217 met veroveringen en represailles tot erkenning van de status quo te dwingen, die daarna ook door keizer Otto IV en paus Honorius III erkend werd.
Na de kerkhervorming werd het klooster in 1541 onteigend waarbij de grond in handen van de stad Leipzig kwam. De kloostergebouwen werden vervolgens afgebroken.